# Кутейниково (Донецкая железная дорога)
Кутейниково (укр. Кутейникове) — небольшая узловая станция Донецкой железной дороги, расположена в посёлке Кутейниково Донецкого района Донецкой области Украины. Электрифицирована переменным током напряжением 25 кВ.

## Сооружения
Помещения вокзала с кассой (работает не круглосуточно), уличный туалет (старого сельского типа). Возле вокзала есть магазины и маленький рынок.

## Платформы и пути
Всего платформ 3, все односторонние. Путей всего 6, из них 3 пассажирских, 3 грузовых (из них 1 — заводская, неэлектрифицированная).

## Маршруты
От станции Кутейниково отходят пути в сторону Иловайска, Таганрога и Раздольного (в городе Кальмиусское Кальмиусского района Донецкой области)

## Движение пассажирских поездов
В советские времена через станцию ходило много электропоездов, соединявших различные станции Донецкой железной дороги с Таганрогом. Так как сейчас на пути этих поездов проходит государственная граница Украины, все они были отменены. Также отменён пассажирский поезд сообщением Харьков — Ростов-на-Дону. Поэтому сейчас движение пассажирских поездов по станции весьма незначительно. Раз в два дня на станции останавливается пассажирский поезд сообщением Донецк — Ростов и обратный Ростов — Донецк, также по два раза в день — дизель-поезда сообщением Иловайск — Квашино и Иловайск — Раздольное, а также в обратном направлении. Многочисленные скорые поезда, следующие транзитом через Украину на Кавказ, на этой станции не останавливаются, ближайшая остановочная станция — Иловайск.

## Движение грузовых поездов
После распада СССР грузопоток через станцию Кутейниково стал значительно меньше, чем в советские времена из-за близости к государственной границе. Однако в последние годы грузопоток вырос за счёт обновления движения грузовых поездов через границу в 2006 году. Основные направления движения грузовых поездов на Донбасс: из Раздольного (щебень), из Амвросиевки (цемент), с Кавказа (нефть и нефтепродукты). В обратном направлении поезда идут либо с пустыми вагонами, либо, что редко, с углём и продуктами его переработки.